# 2020 en Arabie saoudite
Cet article présente les faits marquants de l'année 2020 en Arabie saoudite.

## Évènements
- 24 avril : la Cour suprême (en) abolit les peines de flagellation, et remplace celles déjà prononcées par des peines d'amende ou de prison[1].
- 26 avril : la peine de mort pour les mineurs est abolie par décret royal et remplacée par des peines de détention en centre pour mineurs de maximum 10 ans[2] ; au moins six hommes qui avaient été condamnés à mort pour avoir participé à une manifestation anti-gouvernementale alors qu'ils étaient mineurs devraient être épargnés grâce à cette mesure[2].
- 21 - 22 novembre : sommet du G20 à Riyad.